# María Ostiz
María Ostiz, nombre artístico de María Dolores Ostiz Espila (Avilés, 8 de junio de 1944), es una cantautora española.

## Biografía
Con tan solo tres meses se trasladó a vivir a Pamplona (Navarra) con sus padres de origen navarro, Juan Ostiz (1913-2007) y Babila Espila (1917-2018). En Pamplona siguió estudios de canto, también obtuvo la licenciatura en filosofía y letras por la Universidad de Navarra, posteriormente se trasladó a Madrid para estudiar arte dramático.  
Su primera interpretación teatral fue el Misterio de San Guillén y Santa Felicia (1966-1968), siendo una creación del sacerdote Santos Beguiristáin. interpretando a Santa Felicia junto con el actor Ricardo Merino en la localidad navarra de Obanos. 
Contrajo matrimonio con el famoso futbolista del Club Atlético Osasuna y Real Madrid Ignacio Zoco, el 10 de junio de 1969, en el Castillo de Javier (Navarra). Tuvieron tres hijos, María, Ignacio y Jorge.
Ella es compositora del tema «Aleluya del silencio», canción que la grabó con gran éxito el famoso cantante Raphael.
En 1965 grabó su primer disco, Buscando amor, con la compañía RCA y bajo el nombre artístico de Lorella. En 1966, ya con Hispavox, comenzó a definir su propio estilo musical como solista de marcado carácter acústico e influencias populares y folk. 
En 1967, en su primer concierto en la ciudad de Oporto, Portugal, cantó junto a un joven cantante con su verdadero nombre, Pedro Santos, pero conocido en la música con el seudónimo de Pedro Sidney.
Actuaron en el Coliseu do Porto con gran éxito.
Acompañada de su guitarra, en años sucesivos cosechó éxitos tanto versionando canciones populares gallegas como «Na veiriña do mar» (1970) o «Miña Rianxeira» (1971) como con temas propios como «No sabes cómo sufrí» o «Un pueblo es».
Ganó el Festival OTI de la Canción de 1976 celebrado en Acapulco, con el tema «Canta cigarra», constituyendo la primera victoria de España en el festival.
Después de grabar varios discos, continuó su carrera artística trabajando en su estudio creando nuevos proyectos.
En 2011 recibió junto con su marido el Premio Francisco de Javier. Su marido Ignacio Zoco fallece el 28 de septiembre de 2015.
Entre otros premios recibió el Lazo de dama de Isabel la Católica.

## Discografía
- Buscando amor (1965) (EP).
- María Ostiz (1967).
- María Ostiz (1968).
- Canta canta... (1970).
- Las alegrías se van (1972).
- Lo mejor de María Ostiz (1973).
- Pinceladas (1975).
- Canta cigarra (1976).
- Un pueblo es (1977).
- Sueño de un hombre cansado (1980).
- Lo mejor de María Ostiz vol. II (1983).
- Mujer (1987).
- María Ostiz: Éxitos de dos en dos (1967-1978) (1998).